# Сомніум (роман)
Сомніум, Або Сон про Місяць — утопічний роман німецького астронома Йоганна Кеплера, який був написаний у 1609 році. Сомніум можна назвати першим науково-фантастичним твором, тому що роман, який написаний латинською мовою, описує з наукової точки зору, можливе існування цивілізації на Місяці.. Спочатку роман поширювався лише у рукописному вигляді, і уперше був опублікований у книжковій формі тільки у 1634 році, посмертно, сином Йоханнеса Кеплера — Людвігом Кеплером.

## Історія публікації
Ще приблизно за 50 років до того, як Кеплер написав свій роман, його співвітчизник Миколай Коперник описав геліоцентричний світогляд у своїй головній праці «De revolutionibus orbium coelestium», тим самим зробивши Коперниківську революцію, згідно якої Земля — це планета, яка обертається разом з іншими планетами на орбітах навколо Сонця.
Ще будучи студентом теології у Тюбінгені, Кеплер займався дослідженням Місяця, і у диспуті, який впровадив, сформулював тези, в яких жартував з приводу передбачування живих істот на Місяці.

Ідея роману народилася у Кеплера ще в 1593 році. Він хотів стати викладачем університету в Тюбінгені і в якості конкурсної роботи представив трактат про те, як буде виглядати Земля, якщо дивитися на неї з Місяця. Консиліум професорів оцінив цю роботу як «недостатньо академічну», і в університет Кеплера не прийняли. Через 16 років він переробив цей трактат в науково-фантастичний роман, який почав писати у Празі у 1609 році. 

У своєму творі він хотів показати науковий паралелізм: точно так само, як Земля обертається навколо Сонця, так і Місяць обертається навколо Землі. І як ми, земляни, не відчуваємо обертання Землі і її руху навколо Сонця, так, в свою чергу, місячний спостерігач може припустити, що Місяць стоїть нерухомо, а Земля обертається навколо нього. Дослідження Кеплера були посилені аналогічними спостереженнями його сучасника Галілео Галілея, який у 1609 році, вперше досліджував супутник Землі за допомогою нового оптичного приладу: рефрактору. Італійський астроном розпізнав на колишньому плоскому «небесному диску» безкрайній нерівний світ з кратерами, горами і низовинами (Місячними морями). Галілей опублікував свої спостереження в березні 1610 року під назвою Sidereus Nuncius,.

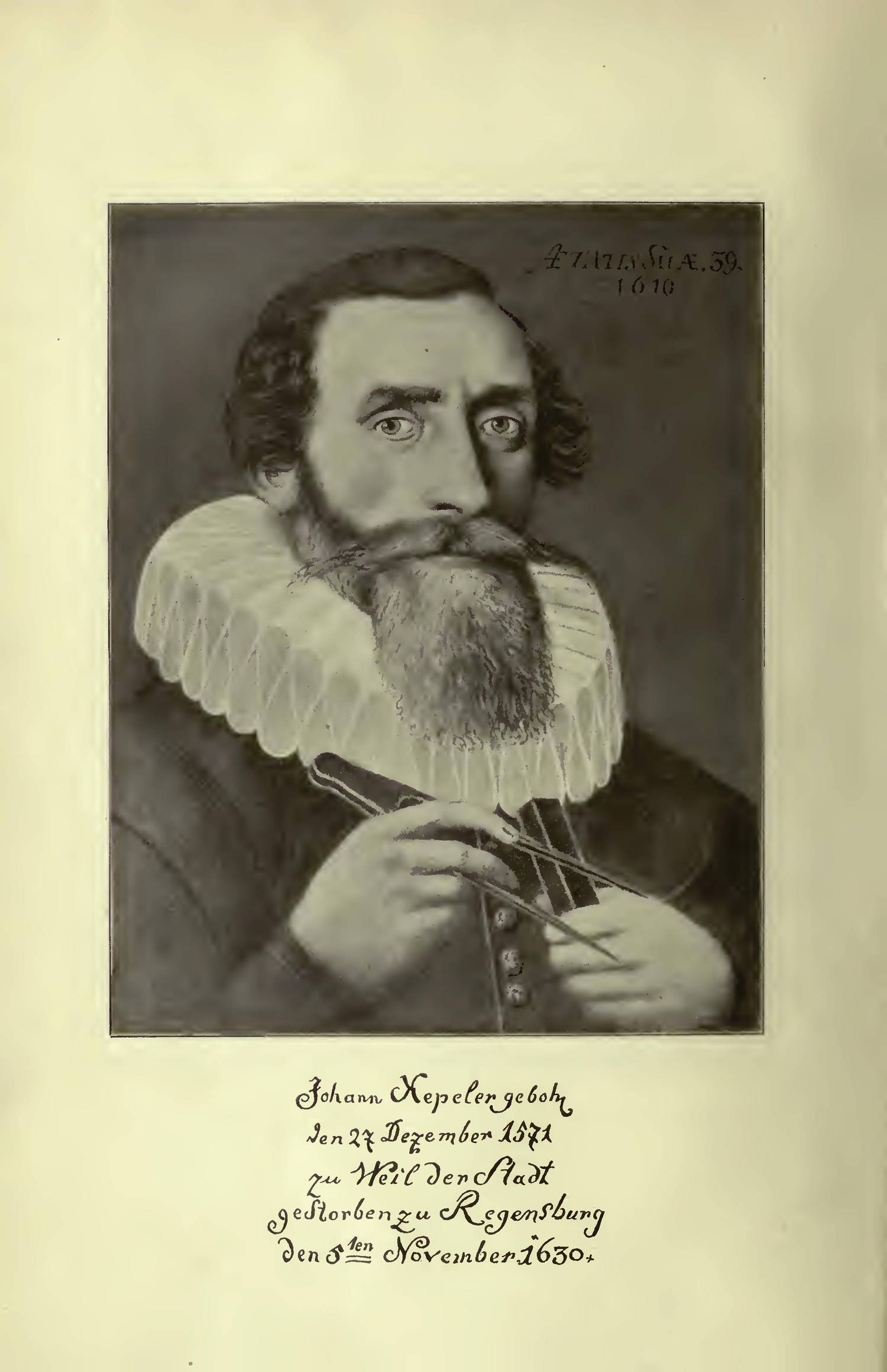
Йоганн Кеплер

У 1621 році Кеплер повернувся в Лінц, де він відредагував свою фантазію, додавши пояснювальні виноски і доповнення. Опублікован казковий твір у вигляді книги був посмертно сином Кеплера — Людвігом Кеплером у 1634 році. Лише у 1871 році роман був частково перекладений на німецьку мову і опублікований в журналі Едмунда Рейтлінгера, а у 1898 році — в монографії Людвіга Гюнтера І тільки у 2011 році з'явився повний переклад, виданий Беатрікс Лангнер.

## Зміст
Історія починається з того, що Кеплер читає про майстерну чарівницю на ім'я Лібусса. Читаючи, він засинає. І бачить дивний сон. Сон починається з того, що Кеплер читає книгу про Дуркотуса, ісландського хлопчика 14 років. Мати Дуркотуса, Фіолксхільда, заробляє на життя продажем мішків з травами і тканин з дивними маркуваннями на них. Дуркотус розрізав одну з цих сумок і зіпсував її продаж. Тоді Фіолксхільда продає його шкіперу на судно. Хлопець подорожує зі шкіпером деякий час, поки вони не доставлять листа Тихо Браге на острів Хвен (нині Вен, Швеція). Оскільки Дуркотус страждає морською хворобою через поїздку туди, шкіпер залишає його, щоб Дуркотус залишився з Тихо.
Тихо просить своїх учнів навчити Дуркотуса данській мові, щоб вони могли розмовляти. Поряд з вивченням данської мови, Дуркотус вивчає астрономію у Тихо і його учнів. Дуркотус захоплений астрономією і насолоджується часом, який вони проводять, дивлячись на нічне небо. Дуркотус проводить з Тихо кілька років, перш ніж повернутися додому в Ісландію.
Після повернення до Ісландії Дуркотус виявляє, що його мати все ще жива. Вона нестямі від радості, дізнавшись, що він добре вивчений в астрономії, так як вона теж володіє знаннями в області астрономії. Одного разу Фіолксхільда розповідає Дуркотусу, як вона дізналася про небеса. Вона розповідає йому про демонів, яких вона може закликати. Ці демони можуть перемістити її в будь-яку точку Землі в одну мить. Якщо місце занадто далеко, щоб вони могли її відвезти, вони описують його в найдрібніших подробицях. Потім вона викликає свого улюбленого демона, щоб поговорити з ними.
Викликаний демон каже їм: « на висоті п'ятдесяти тисяч миль в ефірі знаходиться Острів Леванія», який є місяцем Землі. Згідно його слів, існує шлях між островом Леванія і Землею. Коли шлях відкритий, Демони можуть доставити людей на острів за чотири години. Подорож — це шок для людей, тому їх присипляють перед поїздкою. Сильний холод також викликає занепокоєння під час поїздки, але Демони використовують свої сили, щоб відобразити його. Ще одна проблема — повітря, тому людям доводиться вставляти вологі губки в ніздрі, щоб вони могли дихати. Подорож відбувається з демонами, які з величезною силою штовхають людей до Леванії. У точці Лагранжа між Землею і Місяцем демони повинні уповільнити швидкість, щоб люди з великою силою не врізалися в Місяць.
Після опису поїздки в Леванію демон зазначає, що демони переможені сонцем. Вони мешкають в тіні Землі, яку жителі Леванії називають Вульвою. Демони можуть кинутися до Вульви під час сонячного затемнення, в іншому випадку вони залишаються прихованими в тіні на Леванії.

Після того, як демон описує поведінку інших демонів, він переходить до опису Леванії. Леванія ділиться на дві півкулі, званих Привольвою та Субвольвою. Два півкулі розділені дільником. З Привольви ніколи не видно Землю (Вульву), з Субвольви Вульва виглядає, як її Місяць. Вульва проходить ті ж фази, що і справжній Місяць.
Демон продовжує описи Субвольви і Привольви. Деякі з цих деталей носять науковий характер, наприклад: як будуть виглядати затемнення з Місяця; розміри планет, що розрізняються за розміром через відстань Місяця від Землі, уявлення про розмір Місяця і багато іншого. Деякі деталі Леванії є науковою фантастикою, такі як: описи істот, що населяють Субвольву і Привольву, ріст рослин з кожного боку, а також цикл життя і смерті Леванії.
Сон обривається на середині опису істот Привольви. Кеплер прокидається від сну через шторм зовні. Потім він розуміє, що його голова покрита, і він загорнутий в ковдри, як і персонажі його розповіді.

## Наука

### Леванія
Кеплер використовує демона для опису острова Леванія багатьма науковими способами. Нерухомі зірки знаходяться в тому ж положенні, що і нерухомі зірки Землі. Планети здаються більше з Леванії, ніж з Землі, через відстань Леванії від Землі. З Леванії також рух планет виглядає по-іншому. Наприклад, Леванія, здається, не рухається, але Земля, здається, обертається навколо неї точно так само, як Місяць, здається, обертається навколо Землі, коли ти перебуваєш на Землі. Це приклад того, як Кеплер захищає добове обертання Коперника. Мешканці дільника бачать планети інакше, ніж іншу частину Місяця. Меркурій і Венера зокрема здаються їм більшими.

### Привольва
День на Привольві становить близько 14 земних днів, іноді менше. Ніч на Привольві становить 15 або 16 земних днів. Ночами в Привольві буває сильний холод і сильні вітри. Протягом дня в Привольві панує сильна спека без вітру. Протягом ночі вода закачується в підклапан. Протягом привольванського дня частина води відкачується назад до Привольви, щоб захистити її жителів від сильної спеки. Мешканці Привольви описуються як гіганти, які ховаються під водою, рятуючись від денної спеки.

### Субвольва
День і ніч на Субвольві складають близько 30 земних днів. День на Субвольві представляє собою ті ж самі фази Місяця на Землі. Земля з Субвольви виглядає як Місяць з Землі. Вночі Земля для Субвольви проходить через такі самі фази, як наш Місяць. Кеплер зазначає, що Субвольва населення змієподібними істотами. Місцевість Субвольви сповнена полів і міст, як і в нашому світі. Вночі на Привольві вся вода перекачується в Субвольву, щоб затопити сушу, так що над хвилями залишається лише невелика частина суші. Субвольвани захищені від Сонця майже постійною хмарністю і дощем.

## Популярізація у культурі
- Свіже повітря[en] від Mannheim Steamroller[en] — концептуальний альбом, заснований на цій праці, і роман Кіма Стенлі Робінсона «Сон Галілея» черпає в ньому безпосереднє натхнення.
- У романі ізраїльського письменника Яакова Шабтая [en]"Безпреревне минуле"[en]один з персонажів (Голдман) переводить «Сомніум» на іврит.
- Голландський мультиінструменталіст Якко Гарднер[fr] випустив альбом «Somnium» в 2018 році в якості данини роману.